# Neorrhyncha gestroa
Neorrhyncha gestroa – gatunek motyli z rodziny trociniarkowatych i podrodziny Olethreutinae.
Gatunek ten opisany został po raz pierwszy w 2012 roku przez Józefa Razowskiego i Janusza Wojtusiaka na łamach „Acta Zoologica Cracoviensia”. Jako lokalizację typową wskazano Nsukka Forest Reserve w nigeryjskim stanie Anambra.
Motyl osiągający około 16 mm rozpiętości skrzydeł. Głowa jest brązowawoszara z białawymi zakończeniami łusek, ale głaszczki wargowe mają drugi człon czarny z pomarańczowożółtym spodem, a człon trzeci biały po stronie grzbietowej. Tułów ma kolor brązowawoszary z białawymi zakończeniami łusek. Skrzydło przednie ma szare tło. Skrzydło tylne jest jasnobrązowe z białawym płatem analnym i kremową strzępiną. Genitalia samca mają szeroki, na wierzchołku lekko wklęśnięty i oszczecony unkus, długi, cienki i owłosiony wyrostek towarzyszący, zaokrąglony na końcu sakulus z dużym i oszczeconym wyrostkiem we wcięciu brzusznym, szeroki i długi kukulus z rzadkimi kolcami na części doogonowej i wąskim płatem brzusznym oraz cienki i zwężony ku szczytowi edeagus.
Gatunek afrotropikalny, znany tylko z Nigerii.